# Вальц, Яков Яковлевич
Я́ков Я́ковлевич Вальц (1841, Киев — 29 ноября 1904) — профессор ботаники, доктор наук, действительный статский советник с 1878 года, автор трудов по морфологии споровых.

## Биография
Вальц — сын полковника. Родился в Киеве. Окончил гимназию, затем в 1861 году окончил Киевский университет, со степенью кандидата по разряду естественных наук. В 1863 году стал магистром ботаники, диссертация: «О неустаревшем первозародыше Aspidium Filix Mas. Roth». В 1863—1865 годах был командирован за границу, где работал у де Бари (Фрейбург), А. Брауна и Н. Прингсгейма (Берлин), изучая бесцветковые растения, которым посвящены его труды: «Ueber die Befruchtung in den gesschlossenen Blüthen von Lamium amplexicaule und Oryza clandestina» («Botanische Zeitung», 1867, на русском языке — «Университетские известия», 1864), «Beitrag zur Morfologie und Systematik der Gattung Vaucheria DC.» («Pringsheim’s Jahrb.», т. V, на русском языке — «Университетские известия», 1865, докторская диссертация), «О развитии зооспор у водорослей» («Труды I съезда естествоиспытателей»), «О Сапроленгиях» («Записки Киевского общества естествоиспытателей», 1870 год и на немецком языке «Botanische Zeitung»). С 1868 года Вальц — профессор Киевского университета; с 1871 года Вальц переехал в Одессу, где жил до 1881 года, он — профессор Новороссийского университета, декан в этом же университете; напечатал труды: «Значение грибов в экономии природы» («Записки Императорского общества сельского хозяйства Южной России», 1872), «О болезнях культурных растений» («Записки Императорского общества сельского хозяйства Южной России», 1873), «О влиянии света на некоторые процессы растительной жизни» («Записки Императорского Новороссийского университета», 1876), «О размножении растений частями семян» «(Записки Императорского Новороссийского университета», т. XX, 1877). Вальц был членом Императорского общества сельского хозяйства Южной России. В 1873 году Яков Яковлевич Вальц был редактором журнала «Записки Императорского общества сельского хозяйства Южной России». С 1881 года Вальц в отставке.

## Семья
Жена Лидия Петровна, сын Борис 1873 г.р. (ГАОО, Ф.37, о.2, д.104, л.5об.).

## Сочинения
- «Ueber die Befruchtung in den gesschlossenen Blüthen von Lamium amplexicaule und Oryza clandestina» («Botanische Zeitung», 1867, на русском языке — «Университетские известия», 1864)
- «Beitrag zur Morfologie und Systematik der Gattung Vaucheria DC.» («Pringsheim’s Jahrb.», т. V, на русском языке — «Университетские известия», 1865, докторская диссертация),
- «О развитии зооспор у водорослей» («Труды I съезда естествоиспытателей»),
- «О Сапроленгиях» («Записки Киевского общества естествоиспытателей», 1870 год и на немецком языке «Botanische Zeitung»)
- О неустаревшем первозародыше Aspidium Filix Mas. Roth : Рассуждение, напис. для получения степ. магистра ботаники канд. Я. Я. Вальц. — Киев : Университетская типография, 1863. — 70, [1] с., 4 л. ил.;
- О размножении растений частями семян : Публ. лекция проф. Я. Я. Вальца. — Одесса : тип. Ульриха и Шульце, 1877. — [2], 9 с.;
- О влиянии света на некоторые процессы растительной жизни : Речь, произнес. на торжеств. собр. Имп. Новорос. ун-та за авг. 1875 г. орд. проф. по каф. ботаники Я. Я. Вальцем. — Одесса : тип. Ульриха и Шульце, 1875. — 45-72 с.;
- Значение грибов в экономии природы / [Соч.] Я. Я. Вальца. — Одесса : тип. Ульриха и Шульце, 1872. — [2], 12 с.;
- О болезнях культурных растений, зависящих от грибов / Мучная роса / [Соч.] Я. Я. Вальца. — [Москва] : Унив. тип. (Катков и К°), ценз. 1871. — 18 с. : ил.; 23.
- О болезнях культурных растений, зависящих от грибов / [Соч.] Я. Я. Вальца. — [Москва] : Университетск. тип., ценз. 1869. — 26 с.;
- О болезнях культурных растений, зависящих от грибов / Сумки слив / [Соч.] Я. Я. Вальца. — [Одесса] : тип. Л. Нитче, ценз. 1873. — 11 с. : ил.;
- Морфология и систематика рода Vaucheria DC (Ectosperma Vauch.) : Рассуждение, представл. для получения степ. д-ра ботаники магистром Яковом Вальцом. — Киев : Унив. тип., 1865. — [2], 40 с., 2 л. цв. ил. ;
- Отзыв профессора Вальца о докторской диссертации магистра ботаники А. Н. Волкова. — Одесса : тип. Ульриха и Шульце, [1876]. — 3 с. ;
- О болезнях культурных растений, зависящих от грибов. Головня / [Соч.] Я. Я. Вальца. — [Москва] : Унив. тип. (Катков и К°), ценз. 1871. — 34 с. : ил. ;
- О болезнях культурных растений, зависящих от грибов. Мучная роса / [Соч.] Я. Я. Вальца. — [Москва] : Унив. тип. (Катков и К°), ценз. 1871. — 18 с. : ил. ;
- О развитии зигоспор у Closterium Iünula (Muller) erh. / [Соч.] Я. Вальца. — [Санкт-Петербург] : лит. А. Мюнстера, [1868]. — 4 с., 1 л. ил. ;
- Заметка о развитии зооспор у водорослей / [Соч.] Я. Вальца. — 1869. — 7 с. ;
- Краткий отчет о деятельности Киевского общества естествоиспытателей… … за 1870 год, составленный вице-президентом Общества Я. Я. Вальцем и рассмотренный в первом очередном заседании Общества 21 января 1871 года — 1871 — 12 с.